# 烏尾普提魚
烏尾普提魚，又稱烏尾狐鯛，為輻鰭魚綱鱸形目隆頭魚亞目隆頭魚科的其中一種，分布於中西太平洋區，包括斐濟、印尼、萊恩群島等海域，棲息深度20-50公尺，體長可達8.7公分，棲息在礁石區海域，生活習性不明。

## 擴展閱讀
維基物種上的相關：烏尾普提魚